# Dziurka od Klucza (Dolina Kościeliska)
Dziurka od Klucza – jaskinia w Dolinie Kościeliskiej w Tatrach Zachodnich. Wejście do niej położone jest nad żlebem Żeleźniak, w zboczu Kominiarskiego Wierchu, przy ścieżce (starym szlaku) prowadzącym przez Przełęcz Ku Stawku na Kominiarski Wierch, powyżej znajdującej się w niszy figurki Matki Boskiej, na wysokości 1600 metrów n.p.m. Jaskinia jest pozioma, a jej długość wynosi 8,5 metrów.

Otwór wejściowy jaskini ma kształt typowej dziurki od klucza, stąd jej nazwa.

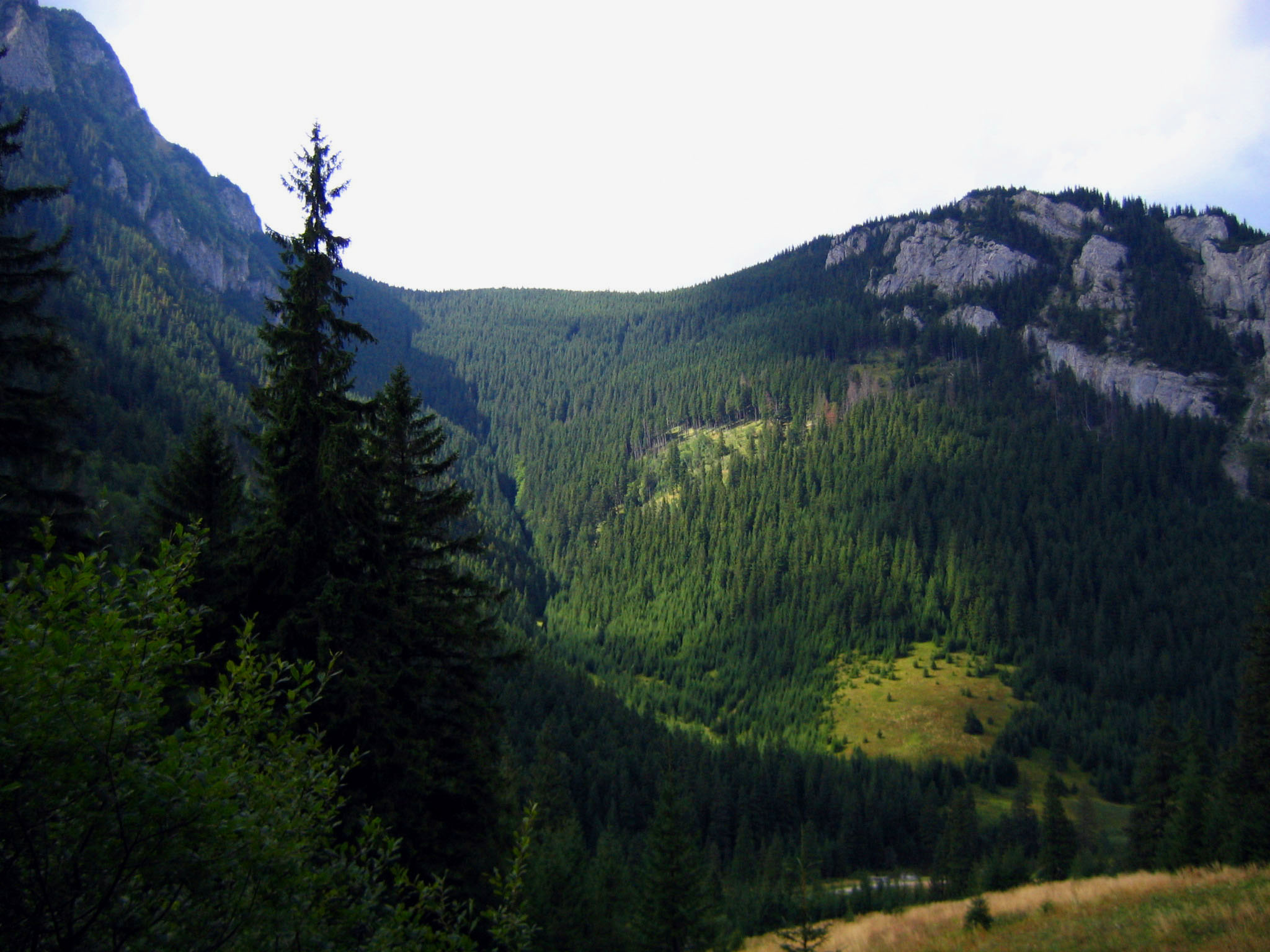
Żleb Żeleźniak i Przełęcz ku Stawku

## Opis jaskini
Jaskinię stanowi ciasny, poziomy korytarzyk zaczynający się w niewielkim otworze wejściowym, a kończący szczeliną nie do przejścia.

## Przyroda
W jaskini można spotkać nacieki grzybkowe. Ściany są wilgotne. W pobliżu otworu wejściowego rosną na nich mchy i porosty.

## Historia odkryć
Jaskinia była znana od dawna. Jej pierwszy plan i opis sporządziła I. Luty przy pomocy B. Zalewskiego w 2003 roku.